# Ульянов, Николай Алексеевич
Николай Алексеевич Ульянов (14 февраля 1901, Кочкарь, Уральская область — 25 декабря 1941, Керчь, Крымская АССР) — советский офицер, участник Гражданской войны в Приморье, штурма Спасска в октябре 1922 года, был награжден орденом Красного Знамени. Полковник (1938). Участник Великой Отечественной войны. Командир 276-й стрелковой дивизии (1-го формирования). Погиб в ходе Керченско-Феодосийской десантной операции.

## Биография
Родился 14 февраля 1901 года на золотопромышленном прииске посёлка Кочкарь Троицкого уезда Оренбургская губерния. Русский.  

### Гражданская война вДальневосточной Республике
Н. А. Ульянов был мобилизован в РККА 21 октября 1919 году в Челябинске и зачислен красноармейцем в 6-й запасной полк 5-й армии Восточного фронта. В мае 1920 года он был командирован на 6-е Сибирские пехотные командные курсы в Иркутске. После их окончания в ноябре 1920 года был направлен в распоряжение штаба  Народно-революционной армии  в Чите. Был назначен исполняющим должность для поручений при начальнике штаба Троицко-Савского пограничного района в Троицкосавске. В августе 1921 года был направлен на разведывательные курсы комсостава при Разведывательном управлении Военного совета Народно-революционной армии ДВР. В апреле 1922 года окончил их и убыл в штаб Восточного фронта. Был назначен командиром взвода пешей разведки 5-го Инского стрелкового полка. В августе 1922 года этот полк влился в 5-й особый Амурский стрелковый полк, в его составе проходил службу командиром взвода пешей разведки, помощником командира и командиром роты, помощником начальника штаба полка. Участвовал  в боях против белогвардейских войск генерал-лейтенанта М. К. Дитерихса в Приморье. Приказом по 5-й армии от 18 января 1923 за бои под Спасском был награжден орденом Красного Знамени. 

### Карьера в РККА
После войны служил в том же полку. В апреле 1926 года был переведен в Омск на должность помощника начальника оперативной части штаба 12-й стрелковой им. Сибревкома дивизии. В ноябре 1927 года назначен помощником начальника штаба 6-го территориального резервного полка в Томске. Был направлен в Иркутск на Сибирские повторные курсы комсостава. По их окончании в июле 1928 года вернулся в полк на прежнюю должность. За проявленную энергию в деле воспитания и обучения подразделений 19 мая 1929 года он был награжден малокалиберной винтовкой. По расформировании полка в июне 1929 года был прикомандирован к штабу 21-и Пермской стрелковой дивизии, затем в декабре назначен помощником начальника штаба 63-го стрелкового полка им. М. В. Фрунзе. С октября 1930 года вступил в командование батальоном этого полка. В декабре 1931 года был переведен в 36-й Славгородский стрелковый полк 12-й стрелковой дивизии, где проходил службу начальником штаба полка и командиром учебного батальона. В июле 1937 года назначен командиром 205-го горно-вьючного стрелкового полка 69-й стрелковой дивизии. В ноябре 1937 года майор Н. А. Ульянов был направлен на курсы комсостава «Выстрел». По окончании в августе 1938 года вступил во временное командование 12-й стрелковой дивизии в составе 2-й Отдельной Краснознаменной армии. С августа 1939 года командовал 112-й стрелковой дивизией в Уральском ВО. С декабря 1939 года состоял в распоряжении Управления по начсоставу Красной армии, затем в июне 1940 года назначен начальником группы контроля ПриВО. С января 1941 года и. д. преподавателя кафедры общей тактики в Военной академии РККА им. М. В. Фрунзе. 

### Великая Отечественная война
В начале Великой Отечественной войны полковник Н. А. Ульянов приказом НКО от 10 июля 1941 был назначен командиром 276-й стрелковой дивизии Орловском ВО, находившейся на формировании в городе Обоянь Курской области. В середине августа убыл с дивизией в Крым во вновь сформированную 51-ю отдельную армию (с 22 октября по 19 ноября 1941 года - в составе Войск Крыма), по прибытии дивизия заняла оборону на рубеже Арабатская стрелка — Чонгарский полуостров.  
Хотя по документам полковник Н. А. Ульянов числился командиром дивизии без перерывов авторитетные мемуаристы П. И. Батов, К. М. Симонов называют комдивом в августе-сентябре генерал-майора Ивана Степановича Савинова, а Ульянова командиром полка.
С сентября её части вели тяжёлые оборонительные бои с противником, успешно отражая все его атаки. После прорыва 11-й немецкой армией фронта на Перекопе, в связи с отходом 51-й армии, дивизия отступала на Керченский полуостров. 6 ноября 1941 года ввиду больших потерь из остатков дивизии был сформирован сводный полк под командованием полковника Н. А. Ульянова, вошедший в подчинение 156-й стрелковой дивизии. Во второй половине ноября 1941 года 51-я армия была эвакуирована на Таманский полуостров и с 22 ноября включена в состав Закавказского фронта. Последняя должность — начальник отдела боевой подготовки 51-й армии, однако в ряде документов до смерти по прежнему числился командиром  276-й дивизии. 25 декабря 1941 года в ходе начавшейся Керченско-Феодосийской десантной операции полковник Н. А. Ульянов погиб, утонул в ледяной воде при высадке десанта.

## Награды
- орденом Красного Знамени,
- медалью «XX лет РККА».[5]